# Säkerhets- och försvarsföretagen
Säkerhets- och försvarsföretagen (SOFF), tidigare Försvarsindustriföreningen, är en svensk branschorganisation för företag inom säkerhets- och försvarsområdet med verksamhet i Sverige. SOFF har idag 350 medlemsföretag varav över 175 är s.k. SMF-företag (små och medelstora företag) som har verksamhet inom bland annat samhällssäkerhet, cyberteknik och försvar.

## Om föreningen och dess arbete
Fram till 2007 var namnet Försvarsindustriföreningen (FIF), och namnbytet genomfördes eftersom medlemmarnas produkt- och tjänsteutbud numer består av produkter till fler kunder än Försvarsmakten och inkluderar offentliga kunder inom säkerhetsområdet.
Försvarsmarknaden, eller försvarssektorn, har annorlunda förutsättningar än andra marknader. Det finns många lag-och regelkrav som kräver efterlevnad och sektorn är mycket påverkad av politiken. Inom ramen för SOFF:s arbete ryms bland annat att företag och andra aktörer möts i medlemsgrupper med olika fokus, svara på remisser och skapa plattformar för sektorns aktörer att samlas. Exempel på evenemang som SOFF anordnar är Defence Expo Sweden, försvarsföretagsdagarna, cyberförsvarsdagen och fördjupningsseminarier med olika fokusområden. 
Föreningen delger kontinuerligt nyhetsbrev offentligt och veckobrev till medlemmar.
SOFF är även medlem i flera andra organisationer, exempelvis ASD Europe, den europeiska organisationen för flyg-, rymd- och försvarsindustrier med huvudkontor i Bryssel. Tillsammans med systerorganisationerna i Norge, Finland och Danmark representerar föreningarna över 400 företag. SOFF är också medlem i ASD-STAN, vilket är en förening som etablerar, utvecklar och upprätthåller standarder inom området. SOFF är även utsedd av regeringen att företräda Sverige i styrelsen för NIAG (Nato Industrial Advisory Group) där föreningen bland annat får information om nya studier och projekt samt vägleder företagen i deltagande.
I och med att försvarsmarknaden är unik i jämförelse med andra marknader behöver även företagen, och föreningen, arbeta med särskilda regelverk som rör försvars- och säkerhetsområdet. Exempel på sådana är säkerhetsskydd, exportkontroll och upphandling.  

### Centrala verksamhetsområden

#### Cyberförsvar
Cyberförsvaret utgör det försvar som utifrån informationsteknik upprättas för att skydda exempelvis viktig information eller kritiska funktioner i samhället. Då mängden av cyberangrepp mot Sverige sker på daglig basis arbetar SOFF med att stötta sina medlemsföretag på cyberförsvarsområdet, exempelvis genom att fördjupa dialogen mellan privat och offentlig sektor samt kunskapsdela från näringslivet till myndigheter och beslutsfattare. Cyberattacker syftar ofta till att stjäla information och innovation från företag, vilket i längden kan påverka hela den svenska samhällssäkerheten. Mot bakgrund av detta arbetar SOFF och dess medlemsföretag för att stärka det svenska cyberförsvaret, där föreningens medlemsgrupp på området, som samlar cirka 80 företag, spelar en viktig roll i arbetet. Inom ramen för gruppen genomförs åtgärder såsom att dela hotinformation, diskutera regelverk och bevaka vad som sker på området. 

#### Samhällssäkerhet
Samhällssäkerhet, eller samhällsskydd, sammanfattas ofta som skyddet av samhällets kritiska funktioner eller samhällsviktig verksamhet. Med det senare avses: "Verksamhet, tjänst eller infrastruktur som upprätthåller eller säkerställer samhällsfunktioner som är nödvändiga för samhällets grundläggande behov, värden eller säkerhet."
När en kris eller ett krig inträffar behöver samhället ha en uppbyggd robusthet för att hantera störningar i exempelvis försörjningskedjor. Företagen besitter viktiga kunskaper och resurser för att bidra till samhällets funktioner och därför arbetar även SOFF tillsammans med medlemsföretagen på detta område. Även här bedrivs mycket av arbetet inom ramen för en medlemsgrupp och exempel på medlemsföretagens verksamheter inom samhällssäkerhetsområdet är befolkningsskydd, tjänster, utbildningar och säkra kommunikationer. 

#### Försvar
Då det är företag som förser försvarsmakter med de produkter och tjänster de behöver ha för att kunna genomföra sina uppdrag, är försvarsföretagen en väsentlig del av den samlade försvarsförmågan i ett land. Försvarsmarknaden är på många sätt unik i jämförelse med andra marknader och ställer annorlunda krav på företagen som verkar på den. SOFF arbetar därför i olika kanaler för att förbättra företagens dialog med myndigheterna, detta för att företagen ska få en förståelse för försvarets behov. Försvarsföretagen som är medlemmar i SOFF bidrar med allt från komponenter till hela system, både produkter och tjänster.

## Om försvarsföretagen
Enligt den branschstatistik som föreningen sammanställer och publicerar årligen hade medlemsföretagen cirka 28 500 medarbetare som arbetar med teknik och kunnande inom försvar och samhällssäkerhet under 2024. Vidare uppmättes den totala omsättningen till 100 miljarder kronor, vilket är en ökning med 55% jämfört med året innan (60 miljarder kronor året innan, 2023).
Verksamheten är mycket forskningsintensiv och år 2024 investerade företagen ca 13 miljarder kronor i forskning- och teknikutveckling. Även kompetensnivån hos medarbetarna är hög där 43% har någon form av ingenjörsutbildning. 
Exportandelen varierar från år till år och siffror från 2024 visar att exporten uppgick till totalt 48,2 miljarder under året. Sett till de senaste 10 åren utgör exporten vanligtvis cirka två tredjedelar av den totala omsättningen i genomsnitt.

### Ett urval av medlemsföretag
- Volvo Defense
- SKF
- Saab
- Skanska
- SSC Space
- BAE Systems Bofors
- BAE Systems Hägglunds
- 4C Strategies
- Outmeals
- Tutus
- Aimpoint
- SnigelDesign

## Generalsekreterare
- 1987–1997 Lennart Forsman
- 1997–2000 Dag Törnblom
- 2000–2005 Percurt Green
- 2005–2010 Peter Lundberg
- 2010–2013 Jan Pie
- 2014–     Robert Limmergård[21]

## Relaterat
- Försvarsmarknaden i Sverige
- Försvarsindustri
- Försvarets materielverk
- Försvarsmakten
- Totalförsvarets forskningsinstitut
- Branschorganisation
- Säkerhetsbranschen
- Teknikföretagen